# Parch prószysty ziemniaka

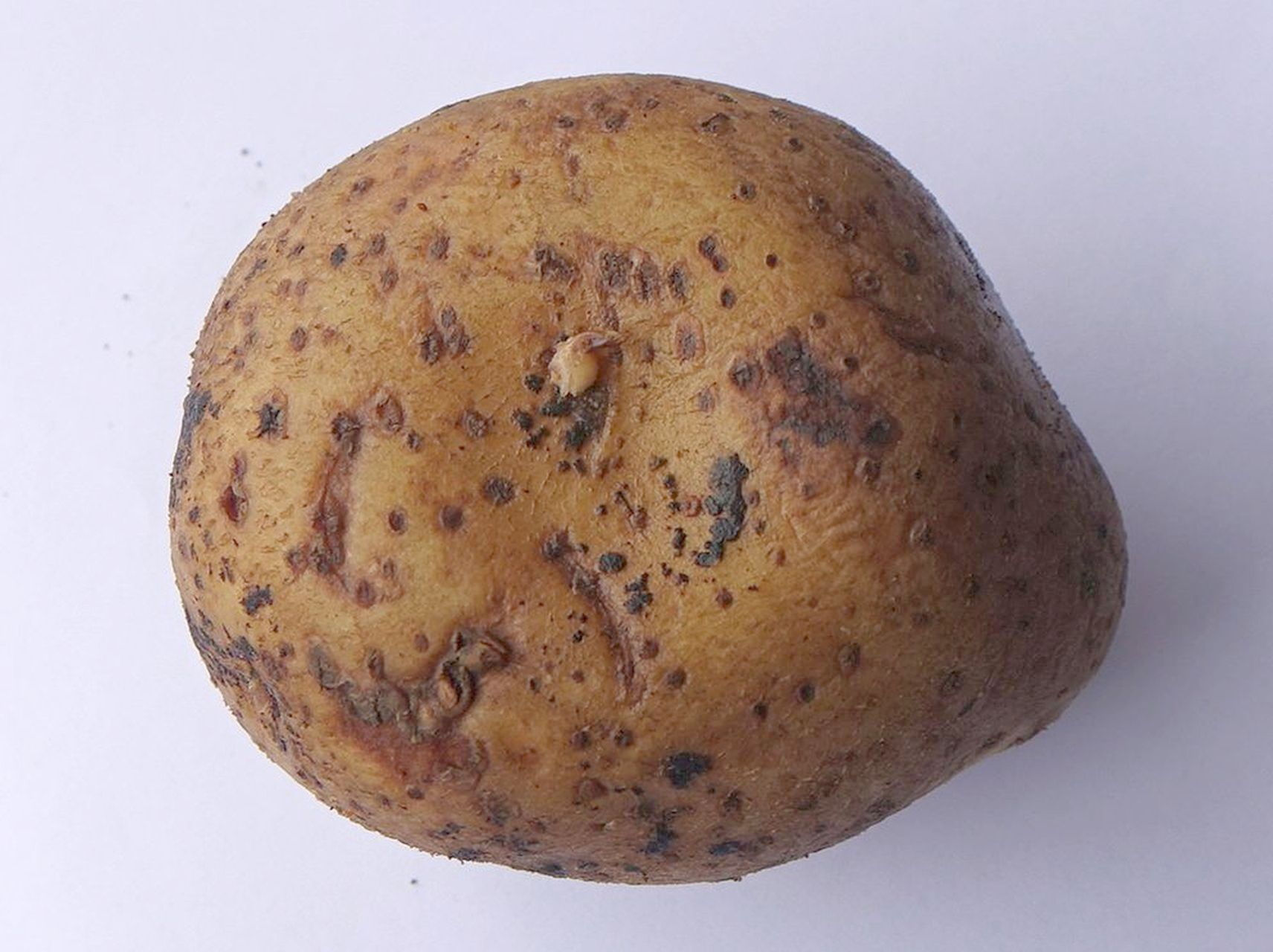

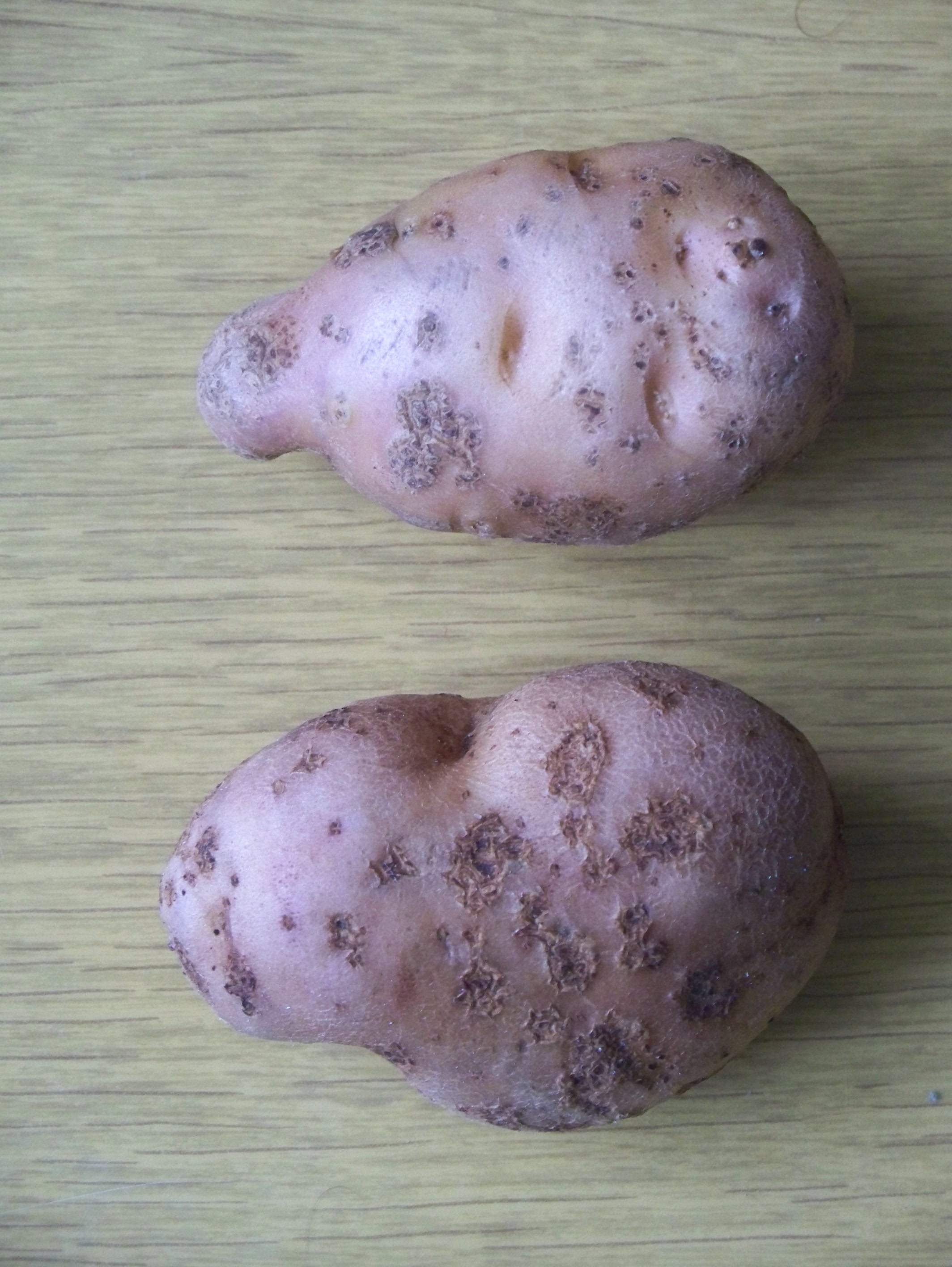
Bulwy ziemniaka zaatakowane przez parcha

Parch prószysty ziemniaka (ang. corky scab of potato, powdery scab of potato) – choroba ziemniaka wywołana przez Spongospora subterranea zaliczanego do pierwotniaków.

## Występowanie
Parch prószysty ziemniaka występuje we wszystkich rejonach uprawy ziemniaka. Największe straty choroba wywołuje na glebach ciężkich, które są dodatkowo wilgotne i źle przewietrzane, szczególnie w latach chłodnych i wilgotnych.

## Objawy
Najczęściej na bulwach, rzadziej na korzeniach, tworzą się jasne brodawki o średnicy nie przekraczającej 7 mm. Rozwój choroby powoduje, że brodawki pękają i wysypuje się z nich brunatny proszek. Resztki rozerwanej perydermy tworzą płytkie strupy. Strupy występują w postaci pojedynczych ranek lub w skupieniach.

## Patogenezachoroby i cykl rozwojowy
Formą przetrwalnikową u Spongospora subterranea jest zarodnia przetrwalnikowa, która jest obecna na bulwach oraz na ich resztkach w glebie. Zakażenie następuje poprzez wniknięcie pojedynczych zarodników, typu zoospor do komórek skórki. Zarodniki przedostają się przez zranienia, przetchlinki oraz włośniki korzeni. W zakażonych komórkach rozwijają się plazmodia. Plazmodia dzielą się z kolei na zarodniki pływkowe (zoospory). Uszkodzenie wierzchnich tkanek ziemniaka, powoduje jego oszpecenie i ułatwia zakażenie przez inne patogeny np. powodujące zgniliznę.
Spongospora subterranea jest bezwzględnym pasożytem i endobiontem. Grzyb tworzy holokarpiczną plechę w postaci śluźni.

## Zwalczanie
- Sadzenie zdrowych kwalifikowanych bulw
- W przypadku wystąpienia choroby przerwa w uprawie 5–6 lat[4]